# Salcombe
Salcombe är en stad och en civil parish i South Hams i Devon i England. Orten har 1 893 invånare (2001).